# 7H busz (Szombathely)
A szombathelyi 7H jelzésű hivatásforgalmú autóbusz az Arany János utca és a Rumi út 142. megállóhelyek között közlekedik. A vonalat a Blaguss Agora üzemelteti. A buszokra csak az első ajtón lehet felszállni.

## Története
2012 márciusa előtt a Kétrózsa köz és a Rumi út 142. megállóhelyek között közlekedett, további két megálló érintésével: Emlékmű, Kétrózsa köz.

## Közlekedése
Csak hétköznap közlekedik egy járatpár. Reggel a Rumi út felé, délután az Arany János utca felé.

## Útvonala
| Rumi út 142. felé | Arany János utca felé |
| --- | --- |
| Arany János utca - Gagarin út - Magyar László utca - Brutscher József utca - Sörház utca - Hollán Ernő utca - Kiskar utca - Mátyás király utca - Rumi út - Rumi út 142. | Rumi út 142. - Rumi út - Szőlős utca - Szent Gellért utca - Rumi út - Mátyás király utca - Kiskar utca - Hollán Ernő utca - Sörház utca - Petőfi Sándor utca - Magyar László utca - Gagarin út - Arany János utca |

## Megállói
| 0  | Arany János utca               | 11 | 27, 27A                                 | Garda Hotel, Ezredévi park, Szent István park |
| 1  | Vakok Intézete                 | 10 | 27, 27A                                 | Vakok Intézete, ELTE Savaria Egyetemi Központ, Mesevár Óvoda |
| 3  | Autóbusz-állomás (Sörház utca) | 8  | 1U, 4H, 5, 5H, 9, 10H, 23, 27, 27A, 30Y | Autóbusz-állomás, Ady Endre tér, Tűzoltóság, Régi börtön, Megyei Művelődési és Ifjúsági Központ, Kereskedelmi és Vendéglátói Szakközépiskola, Puskás Tivadar Szakképző Iskola, Járdányi Paulovics István Romkert, Weöres Sándor Színház, Kollégiumok |
| 4  | Nyomda                         | 7  | 1U, 4H, 5H, 7, 9, 10H, 23, 27, 27A, 30Y | Nyomda, Óperint üzletház, Smidt Múzeum, Kiskar utcai rendelő, Sarlós Boldogasszony-székesegyház, Megyeháza, Püspöki Palota, Nyugat Magyarországi Egyetem D Épület, Levéltár                                                                          |
| 5  | Mátyás király utca 10.         | 6  | 1U                                      | |
| 6  | Babits Mihály utca             | 5  | 1U                                      | |
| 7  | Németújvár utca                | 4  | 1U                                      | |
| 9  | Szent Gellért utca             | 3  | 1U, 12, 21                              | Rumi úti temető, Reguly Antal Általános Iskola |
| 11 | Rumi út 142.                   | 0  | 1U, 12, 21                              | Savaria Nett-Pack Kft. |